# Monte Pelmo
Monte Pelmo, též jen Pelmo, ladinsky Pélf, je hora o nadmořské výšce 3168 m, nacházející se ve východní části pohoří Dolomity ve Východních Alpách. Leží na území Itálie, v provincii Belluno.

## Popis
Masiv Monte Pelmo tvoří, společně s vedlejším vrcholem Pelmetto (2993 m n. m.), samostatnou horskou skupinu v Ampezzánských Dolomitech, asi 13 km jižně od města Cortina d'Ampezzo.
Jde o obrovský kompaktní skalní blok charakteristického tvaru, se sráznými stěnami až 1100 metrů vysokými a zploštělým vrcholem se sedlovitým karem. Od západně ležící Civetty (3220 m n. m.) je Monte Pelmo odděleno údolím Val di Zoldo, ze severu od Croda da Lago sedlem Forcella Roan, od východně se nacházejícího Antelaa údolím Ampezztal (Valle del Boite). Vrchol hory nabízí velkolepé výhledy na celé Dolomity.

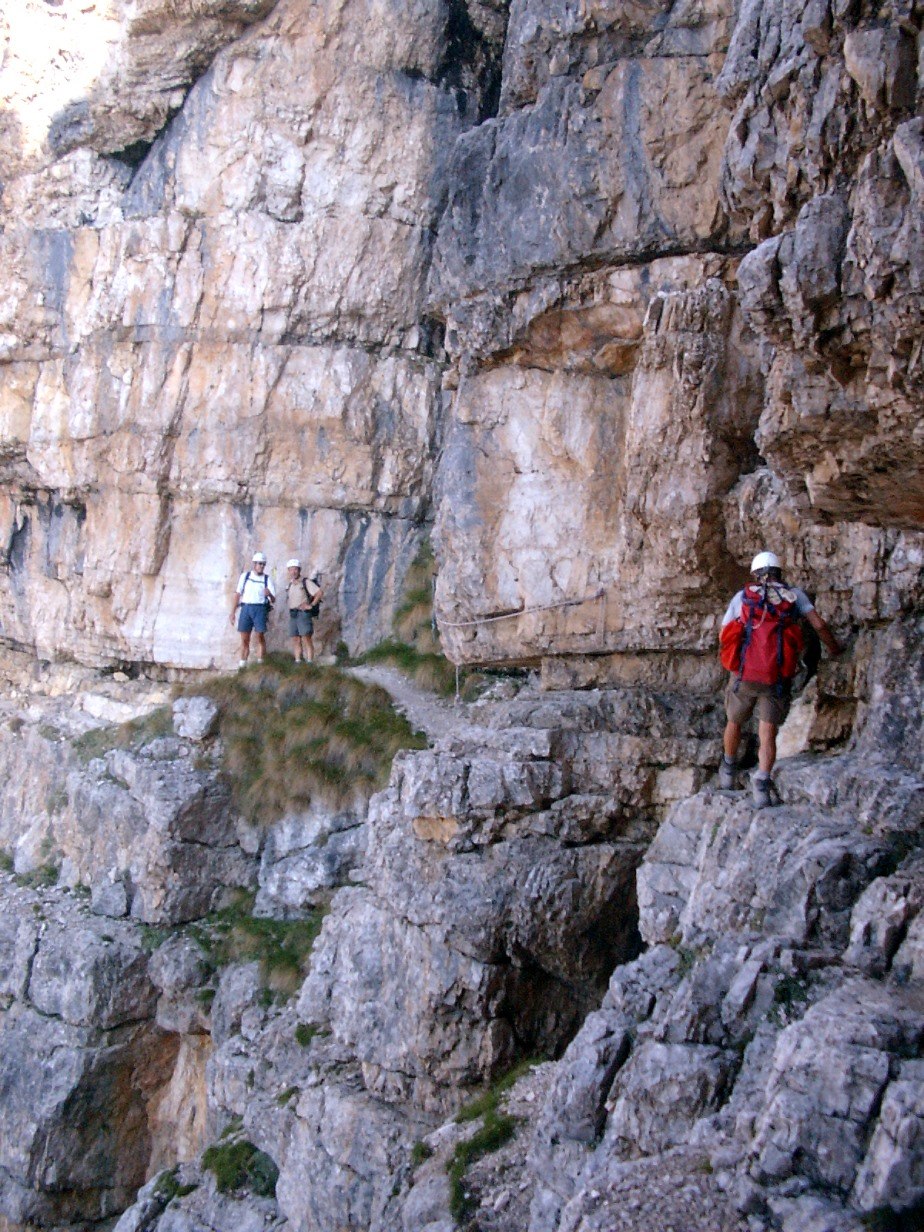
Ballova lávka na tzv. Normální cestě na Monte Pelmo

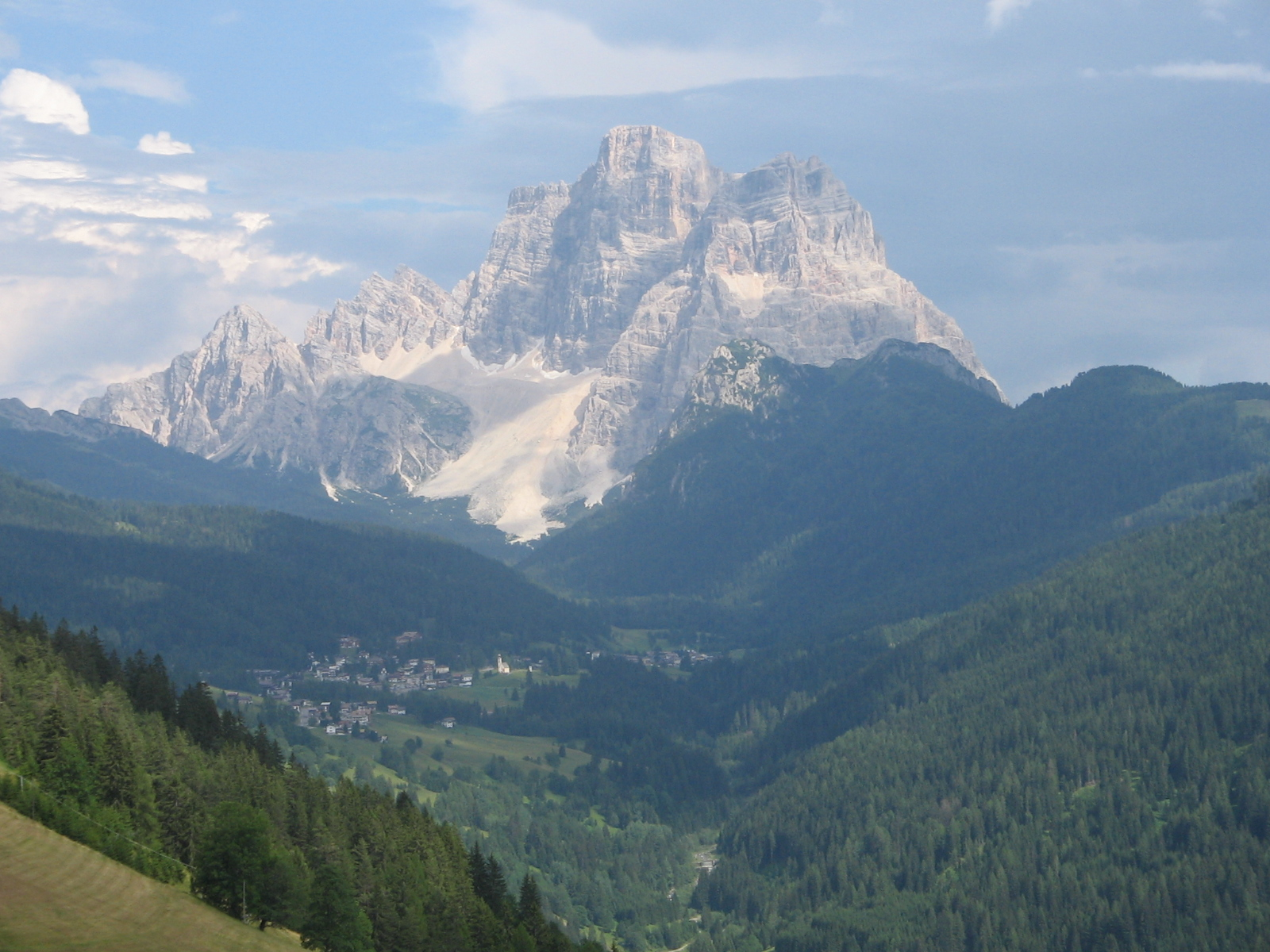
Monte Pelmo od severozápadu, z Val Fiorentina

### Výstup na vrchol
Vrcholu bylo poprvé dosaženo 19. září 1857 irským alpinistou a politikem Johnem Ballem, prezidentem první horolezecké asociace na světě Alpine Club.
Pro výstup na Monte Pelmo a sestup z něj se dnes využívá tzv. Normální cesta, což je stezka vedoucí z jihovýchodní strany od chaty Rifugio Venezia nebo Rifugio Alba Maria del Luca po vyšlapaných chodnících stěnou ke karu na temeni hory a po hřebenu k vrcholu. Traverz stěnou, zvaný Ballova lávka (italsky Cengia di Ball), je vysoce exponovaný a místy značně náročný, po kolenou je nutno překonat asi 6 metrů dlouhý úsek na velmi úzké římse nad srázem, kde vzpřímenému průchodu brání převis. Výstup trvá asi 5 hodin a je hodnocen stupněm II stupnice obtížnosti UIAA. Dále na vrchol vedou obtížné horolezecké cesty, například severní stěnou nebo jihovýchodním pilířem; pro sestup se pak používá Normální cesta.